# Las aventuras de Miss Spider
Las aventuras de Miss Spider (en inglés, Miss Spider's Sunny Patch Friends) es un programa infantil de televisión franco-canadiense basado en los libros para niños de David Kirk. La serie se emitió originalmente en Teletoon para Canadá y Nickelodeon para Estados Unidos.

## Trama
La historia habla de una araña llamada Miss Spider. Ella está casada y tiene ocho hijos, de los cuales son cinco arañas, una libélula, una chinche, un escarabajo. La serie se ambienta en un lugar llamado «Sunny Patch», donde los niños tienen sus aventuras y aprenden lecciones de vida como ser buenos con los demás, ser imaginativos, ser responsables y ser curiosos sobre el mundo que les rodea.

## Personajes
- Miss Spider (con la voz de Brooke Shields en el piloto de 2003 Sunny Patch Kids de Miss Spider, Kristin Davis en la serie final en la versión canadiense y Maria Darling en la versión británica) es una araña anaranjada clara quien fue adoptada por Betty Beetle cuando su madre biológica la abandonó antes de que ella naciera y fuera la esposa de Holley. Miss Spider intenta ser una madre muy amable y cariñosa y dedica el mismo tiempo a todos sus 8 hijos (5 biológicos y 3 adoptados). Ella cree firmemente que «tenemos que ser buenos con los insectos, con todos los insectos».
- Pillín (con la voz de Scott Beaudin en la versión canadiense y Joanna Ruiz en la versión británica) es una araña verde curiosa y aventurera que tiene 6 años de edad. Pillín es considerado el líder de los niños y, como tal, hay más historias que se centran en él que en cualquier otro. Le gusta navegar por el aire en sus redes, sueña con volar como Rubí o Dragón y, a menudo, está listo para tomar la iniciativa en una aventura. Debido a su personalidad muy impulsiva y curiosa, muchas veces necesita el consejo de sus padres para que le ayuden en las situaciones. Es uno de los cinco hijos biológicos de Miss Spider y Holley, aunque no sean del mismo color.
- Rebote (chinche) - Él es el hijo menor de Miss Spider y Holley, es un chinche azul marino, el mejor amigo de Dragón. Es uno de los tres hijos adoptados de Miss Spider y Holley.
- Dragón (libélula) - Él es el hijo mayor de Miss Spider y Holley, es una libélula violeta y uno de los tres hijos adoptados de Miss Spider y Holley.
- Rubí (escarabajo) - Ella es la más lista, es una escarabajo rosada que juega y hace deportes y es una de los tres hijos adoptados de Miss Spider y Holley.
- Holley (araña) - El esposo de Miss Spider, es una araña anaranjada oscura. Su instrumento es la guitarra. Usa lentes y tiene una piedra de pensar.
- Petunia (araña) - Ella es la hermana gemela de Copito, una araña anaranjada que usa un moño rosado en la cabeza y le gusta cantar, aunque aún no es tan buena como Copito.
- Copito (araña) - Ella es la hermana gemela de Petunia, una araña anaranjada que usa un moño verde oscuro en la cabeza, uno rojo oscuro en la película y tiene una voz cantante, y es mejor que Petunia.
- Giro (araña) - Él es una araña amarilla que es similar a su padre Holley y es otro miembro, además de su padre, y el único de los hijos de la familia que usa lentes.
- Bailarín (araña) - Él es una araña turquesa asustada y a veces tímida. Usa una gorra hecha de paja. Es uno de los cinco hijos biológicos de Miss Spider y Holley, aunque no sean del mismo color.
- Spindella (araña) - Esposa de Aracnidus. Es una araña roja y es más amable que su esposo.
- Aracnidus (araña) - Esposo de Spindella, es una araña blanca muy malhumorada, además de ser muy gruñón y arrogante la mayoría del tiempo.
- Felix (Rana) - Amigo de los hijos de Miss Spider. Rechaza comer insectos porque no los encuentra sabrosos. En su lugar, come bayas.

## Producción
La serie se anunció por primera vez el 17 de diciembre de 2003, como parte de un comunicado de prensa de Callaway Arts & Entertainment. El 19 de marzo del mismo año, se informó que la serie estaba programada para su estreno en enero de 2004 y que el estudio de animación canadiense Nelvana lo estaba produciendo. La serie se estrenó en enero de 2004 en Teletoon para Canadá y en febrero de 2004 en Nickelodeon para Estados Unidos.
El 20 de junio de 2005, Nickelodeon ordenó una segunda temporada de veinticinco episodios de la serie. La segunda temporada se estrenó el 13 de marzo de 2006, con el episodio «Captain Sunny Patch». Siguió una tercera temporada y Teletoon transmitió el último episodio del programa en junio de 2007. Los episodios finales de la serie no se transmitieron en Estados Unidos hasta 2008, cuando varios episodios que aún no se habían emitido en Estados Unidos se emitieron en Noggin. El programa continuó transmitiéndose en Nick Jr. después de su cancelación hasta el 12 de diciembre de 2014, cuando el programa fue sacado de la lista diaria del canal. Qubo transmitió repeticiones del programa desde el 1 de octubre de 2018 hasta que se suspendió el 28 de febrero de 2021 debido a la adquisición de Scripps. En 2020, el programa también comenzó a transmitirse nuevamente en ZooMoo a nivel internacional.

## Mercancías
Un videojuego basado en la serie, titulado Miss Spider's Sunny Patch Friends: Harvest Time Hop and Fly fue desarrollado por Shin'en Multimedia y publicado por The Game Factory para Nintendo DS en 2006. La trama del juego involucra a Miss Spider, su esposo Holley y su grupo de insectos cosechando comida y preparándose para la llegada del invierno. El agregador de puntaje de revisión Metacritic le dio al juego una puntuación de 60 sobre 100, según 5 críticas de críticos. IGN le dio una calificación de 4 sobre 10, criticándolo por ser demasiado simplista. Por el contrario, Detroit Free Press, le dio un 75 sobre 100, afirmando que se vuelve más difícil con el tiempo.